# Luz y Fuerza del Centro
Luz y Fuerza del Centro (LyFC) fue un organismo público descentralizado, con personalidad jurídica y patrimonio propio, que transmitió, distribuyó y comercializó energía eléctrica en la zona central de México: a toda la Ciudad de México, a 80 municipios del Estado de México, dos de Morelos, dos de Puebla y cinco de Hidalgo. El 11 de octubre de 2009, por decreto presidencial, se dispuso su extinción; con lo que se inició su proceso de liquidación administrativa, en tanto la operación eléctrica se transfirió a la Comisión Federal de Electricidad.

## Historia

### The Mexican Light & Power Company
En Canadá se funda la empresa The Mexican Light & Power Company, Ltd. en 1898, la cual obtuvo concesiones del presidente Porfirio Díaz para generar, transmitir (de las plantas generadoras a las subestaciones), distribuir (de las subestaciones a los consumidores finales) y comercializar energía eléctrica en el Valle de México; lo anterior en detrimento de la compañía "Mexicana de Gas y Luz Eléctrica" que en 1881 había establecido el alumbrado público residencial en la capital de la República, primer sistema de su tipo en el país.
Como empresa privada con fines de lucro, la estrategia de la Mexican Light & Power fue abastecer de electricidad a la industria capitalina y de sus alrededores, así como al naciente sistema de tranvías eléctricos que sustituía al tradicional de "sangre" o de "mulitas" que funcionaba en la capital. Una vez colocados a la venta los principales flujos eléctricos, la electricidad sobrante fue distribuida en las zonas residenciales o en los núcleos altamente urbanizados de la zona. Para poder cumplir con la creciente demanda eléctrica, en 1903 obtuvo las concesiones para explotar las caídas de agua de los ríos Tenango, Necaxa y Xaltepuxtla. Tres años después, en 1906, nuevas concesiones de los gobiernos federal y locales, le permiten a la también llamada "MEXLIGHT" extenderse a los estados de México, Puebla, Hidalgo y Michoacán.
En un principio la MEXLIGHT contaba con personal en su inmensa mayoría extranjera, pero conforme pasaron los años, los mexicanos comenzaron a entrar a laborar a la empresa y se fueron capacitando. Para el tiempo en que inicia la Revolución Mexicana, trabajadores extranjeros y mexicanos realizaban funciones similares, pero los mexicanos ganaban salarios muy  inferiores en comparación con lo que ganaban los extranjeros. Esto impulsa a que en 1911 se funde la Liga Mexicana de Electricistas y en 1914 se constituye el Sindicato Mexicano de Electricistas.

### Nacionalización

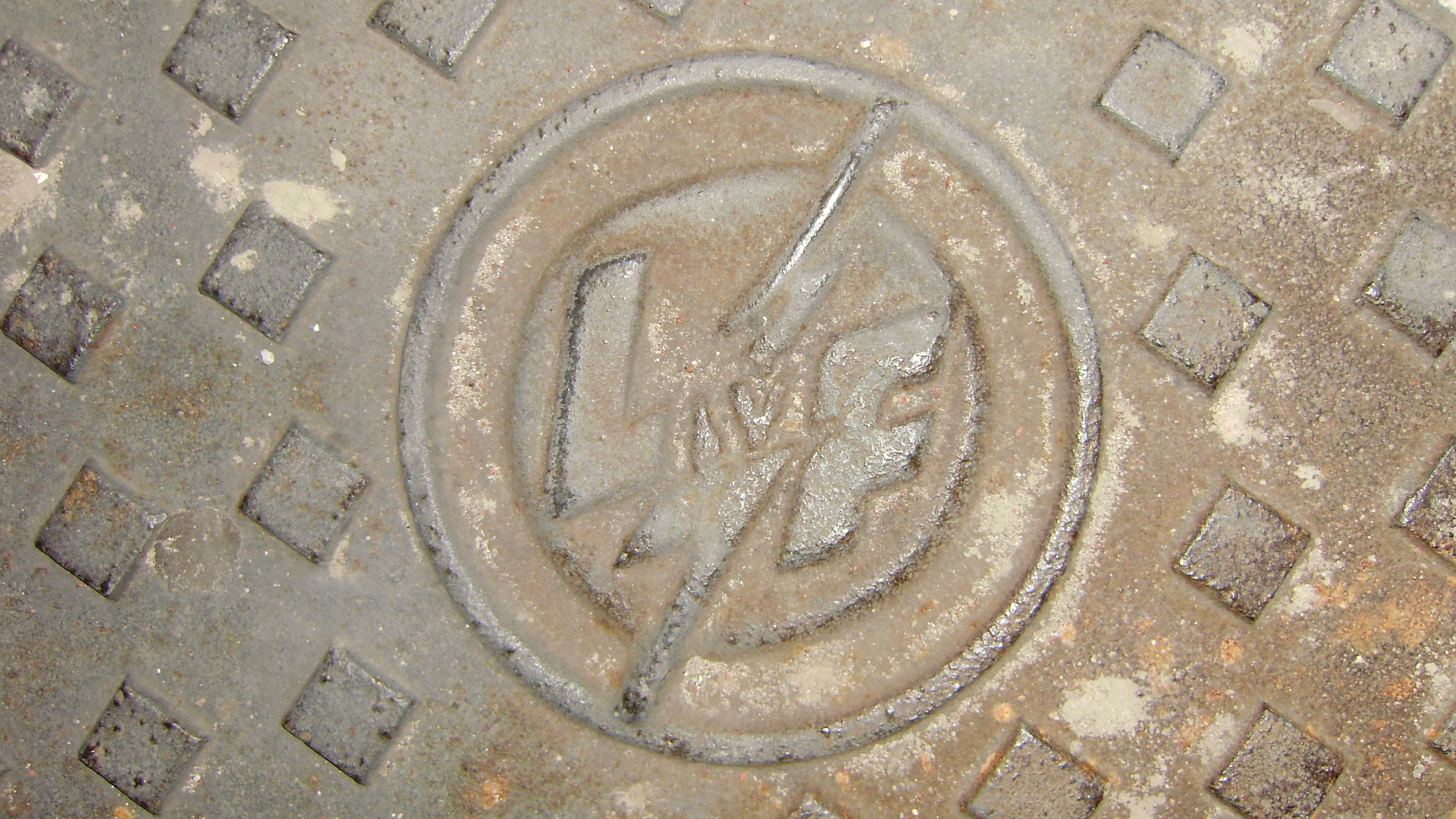
Tapa de registro eléctrico con el emblema de Luz y Fuerza del Centro.

El presidente Lázaro Cárdenas emitió una histórica Ley en 1937 sobre la potestad del estado sobre la industria eléctrica en el país; sin embargo, la expropiación petrolera dominó la escena nacional y se postergó hasta el sexenio de Manuel Ávila Camacho, entre 1940 y 1941, inicia el proceso de nacionalización de la industria eléctrica. La intervención del Estado se debió a que las empresas privadas desatendían a las comunidades rurales del país (la inmensa mayoría del territorio nacional) por el alto grado de inversión que se requería realizar contra las mínimas ganancias que resultarían de electrificar a poblados dispersos y que tendrían poca demanda. El gobierno federal creó el 14 de agosto de 1937 a la Comisión Federal de Electricidad, que tendría por objeto organizar y dirigir un sistema nacional de generación, transmisión y distribución de energía eléctrica, basado en principios técnicos y económicos, sin propósitos de lucro y con la finalidad de obtener con un costo mínimo, el mayor rendimiento posible en beneficio de los intereses generales. (Ley promulgada en la Ciudad de Mérida, Yucatán el 14 de agosto de 1937 y publicada en el Diario Oficial de la Federación el 24 de agosto de 1937.)
Durante diez años este esquema mixto de empresas privadas en las urbes y zonas industriales del país junto con la CFE en el resto del país funcionó sin contravenir intereses. Pero en 1960 se decidió nacionalizar la totalidad de la industria eléctrica del país, por lo que el presidente Adolfo López Mateos estableció la compra de las empresas que tenían a cargo el suministro de la energía eléctrica. De esta forma, el gobierno adquirió en 52 millones de dólares, el 90% de las acciones de The Mexican Light and Power Co., y se comprometió a saldar los pasivos de esa empresa que ascendían a 78 millones de dólares. Por la suma de 70 millones de dólares obtuvo las acciones de la American and Foreign Power Co. Posteriormente cerró la operación comprometiendo a ambas empresas a invertir en México el dinero que recibieran para evitar una excesiva exportación de divisas. Junto con sus filiales, contaban con 19 plantas generadoras que servían al Distrito Federal y a los estados de Puebla, México, Michoacán, Morelos e Hidalgo; de las cuales 16 eran hidráulicas y 3 térmicas. Además de los bienes citados, la nación recibió el edificio situado en Melchor Ocampo N.º 171, Colonia Tlaxpana, en México Distrito Federal, además de todos los demás inmuebles y muebles de las estaciones y plantas termoeléctricas e hidroeléctricas, así como equipos y materiales de oficina.
Desde entonces a la MEXLIGHT comenzó a llamársele en español como la "Compañía Mexicana de Luz y Fuerza" o simplemente como "Compañía de Luz", término con gran arraigo entre los trabajadores y usuarios.
Ese mismo año, el presidente López Mateos envió al senado el proyecto de reforma al Artículo 27 constitucional, el cual fue aprobado y publicado en el Diario Oficial el 23 de diciembre de 1960, quedando a partir de ese momento, consumada jurídica y financieramente la nacionalización de la industria eléctrica.

### Primera liquidación
La paraestatal "The Mexican Light and Power, Co." y sus filiales, fueron reorganizadas por el Estado Mexicano como sociedades anónimas bajo el nombre de "Compañía de Luz y Fuerza" seguida por la región o zona que ocupaban, de entre que destaca la de la capital de la República llamada "del Centro" o la de la capital de Hidalgo, denominada "de Pachuca", etcétera.
Diez años después, con el fin de crear un solo organismo nacional encargado de la industria eléctrica del país, el presidente Luis Echeverría Álvarez autorizó en 1974 la disolución de la "Compañía de Luz y Fuerza del Centro, S.A." y las otras empresas hermanas, para su posible fusión con la Comisión Federal de Electricidad. Con lo cual comienza una primera liquidación. Sin embargo, el Sindicato Mexicano de Electricistas se opuso radicalmente a tal medida. En un confrontamiento constante, la liquidación de las empresas de la Compañía de Luz se alargó y comenzó un período de franco estancamiento tanto de las paraestatales como del servicio que brindaban.
El presidente Miguel de la Madrid Hurtado autoriza la firma en 1985 de un controvertido "Convenio de Delimitación de Zonas" por medio del cual las Compañías de Luz en su conjunto pierden el 50% de su extensión original en favor de la Comisión Federal de Electricidad, principalmente en los estados de Michoacán y Guerrero.
El presidente Carlos Salinas de Gortari, plantea en 1989 una reforma a la Ley del Servicio Público de Energía, con la cual se prevé que el Ejecutivo Federal disponga la constitución, estructura y funcionamiento del servicio que venía proporcionando la "Compañía de Luz y Fuerza del Centro en liquidación". Finalmente el 9 de febrero de 1994 emite un decreto por medio del cual crea "Luz y Fuerza del Centro" como un organismo público descentralizado, con personalidad jurídica y patrimonio propio.

### Extinción
Para principios del siglo XXI, Luz y Fuerza del Centro no pudo remontar el estancamiento económico de su anterior proceso de liquidación, además de la compra de energía en bloque a la CFE, y al deficiente cobro a grandes usuarios como industrias, bancos, municipios, universidades y dependencias oficiales, a los que se les mantenía el servicio aún con deudas millonarias; debido a esto no se llevó a cabo ningún intento por modernizar la empresa. Se presume que desde 2003, el presidente Vicente Fox Quezada elaboró un proyecto de liquidación para terminar con ese Contrato Colectivo de Trabajo; sin embargo, decidieron aplazar la medida por cuestiones políticas y electorales.
Durante la última elección interna, la planilla contrincante acusó a Martín Esparza de haber cometido un fraude electoral favoreciendo su reelección; por ello, el 5 de octubre de 2009 el secretario del Trabajo y Previsión Social negó la toma de nota de la nueva dirigencia y congeló las cuentas bancarias sindicales. Sin embargo dichas acusaciones han sido continuamente desmentidas y las cuentas bancarias del gremio sindical se abrieron nuevamente.

El 10 de octubre, el Presidente de México, Felipe Calderón Hinojosa, decretó la extinción y liquidación de "Luz y Fuerza del Centro" a partir del primer minuto del día 11, bajo argumentos contrastados con los buenos resultados de la Comisión Federal de Electricidad, en que los recursos recibidos por Luz y Fuerza son cada vez más onerosos sin que se refleje una mejora en la calidad del servicio, con costos cada vez más elevados.
Por lo anterior, desde las 23:00 del día 10, la Policía Federal comenzó un operativo que duró unas dos horas para tomar las instalaciones de Luz y Fuerza del Centro en el Distrito Federal, Necaxa, Cuernavaca, Pachuca, Pedregal y Lechería. Y en los primeros minutos del día 11, la autoridad liquidadora nombró a la Comisión Federal de Electricidad para garantizar la operación del suministro de energía eléctrica. No obstante, hubo grandes fallas de suministro en diversas zonas del Distrito Federal y zonas aledañas.
La liquidación tuvo un costo de 20.000 millones de pesos, debido a que se ofreció a sus trabajadores un bono adicional a lo estipulado por la Ley Federal del Trabajo y a lo que establece el Contrato Colectivo de Trabajo con el SME, además, el Secretario de Hacienda y Crédito Público, Agustín Carstens, anunció la posibilidad de recontratar a unos 10 000 trabajadores, para integrarlos a la empresa u organismo que posteriormente se designe o se cree para sustituir a Luz y Fuerza del Centro.
El gobierno mexicano anunció que procedería con la liquidación de los trabajadores a partir del 14 de octubre. El caso contra Luz y Fuerza del Centro fue llevado por el abogado laboral Humberto Cavazos, junto con su despacho Cavazos Flores, S.A.
Ante este hecho han surgido diversas posturas. Los empresarios se han congratulado por la extinción, porque consideran que fue una acción por el bien de México y para que se otorgue un servicio de suministro eléctrico de mejor calidad. Mientras tanto, el Partido Revolucionario Institucional (PRI) señaló que lo ocurrido y sus costos son responsabilidad del gobierno de Calderón. A su vez, el Partido de la Revolución Democrática (PRD) rechazó las justificaciones del gobierno para liquidar a la compañía.
Por su parte, la Asamblea Legislativa del Distrito Federal presentó una controversia constitucional en contra de la extinción, misma que fue desechada.
El 7 de noviembre de 2009, una juez federal concedió la suspensión definitiva al Sindicato Mexicano de Electricistas para que la Junta Federal de Conciliación y Arbitraje se abstenga de resolver sobre la terminación de la relación colectiva de trabajo entre la extinta compañía y el sindicato.
El 5 de julio de 2010, la Suprema Corte de Justicia de la Nación avaló la constitucionalidad del decreto de extinción de Luz y Fuerza del Centro, al reconocer y respaldar las facultades del Presidente de México para emitir el acto administrativo que desapareció ese organismo descentralizado.

### Integración a la CFE
El 13 de octubre de 2009, la Secretaría de Energía confirma que la Comisión Federal de Electricidad se hace cargo de las operaciones tales como generar, suministrar y comercializar la energía eléctrica en la zona centro del país que abarca Hidalgo, Puebla, Morelos, Estado de México y el Distrito Federal.
Después de la extinción de LyFC, se presentaron diversos apagones en el Estado de México y Distrito Federal. Sin embargo, la CFE se encargó en reparar las fallas eléctricas, mientras que los gobiernos locales han culpado a los extrabajadores de estos problemas. Por otro lado, el Sindicato Mexicano de Electricistas acusó a la policía y al ejército de obligar a los extrabajadores a reparar las fallas eléctricas, argumentando que la CFE no ha podido cumplir con el servicio.

## Infraestructura
En el Estado de México existen diversas instalaciones de la compañía, entre ellas subestaciones en Naucalpan, Tlalnepantla entre otros municipios, mientras tanto, en Cuautitlán Izcalli, en Lechería se encontraba la Central Termoeléctrica Jorge Luque Loyola de 244 MW. En el estado de Puebla se ubica la Central Hidroeléctrica de Necaxa la cual está conformada por tres plantas con una antigüedad de entre 60 y 104 años.
La Central Hidroeléctrica Necaxa producía 210 MW para la zona del Valle de México, en 1999.
El 25 de junio de 2009, la paraestatal manifestó la posibilidad de incursionar al mercado de fibra óptica, para llevar el servicio de telefonía y TV por cable.

## Finanzas
La compañía brindaba suministro eléctrico aproximadamente a 20 millones de personas físicas y morales en el Distrito Federal, Estado de México, Morelos, Hidalgo y Puebla. En agosto de 2009, registró pérdidas de un 32%, debido a conexiones ilegítimas a la red de suministro eléctrico, dejando de percibir 16 millones de pesos. En octubre de 2009, la Secretaría de Hacienda y Crédito Público, reveló que la cartera de morosos de la compañía ascendía a unos 7 mil millones de pesos. Además, en el transcurso del año se tenía previsto invertir 42 mil millones de pesos.
Previamente al cierre de la compañía, la gerencia reportó cuentas por cobrar de 2 mil 160 millones de pesos a empresas privadas, cuyas deudas tienen una antigüedad de 8 años. La mayoría de las empresas corresponden a la industria de la transformación: fábricas de textiles, hule, plástico, papel, madera, hierro, aluminio, químicos y piel, así como escuelas, gasolineras, hoteles, panaderías, productoras de hielo, bodegas, lavanderías, oficinas, cines, cremerías, entre otros más.

## Área de influencia
Llevó electricidad a más de 5.7 millones de clientes, lo que representa una población atendida superior a 20 millones de habitantes en el Distrito Federal y los Estados de México, Morelos, Hidalgo y Puebla. La superficie geográfica de cobertura ascendió a 20,539 km², lo que representa el 1.04% del territorio nacional.